# Vergi
Vergi (łac. Diocesis Vergensis) – stolica historycznej diecezji w prowincji Hispania Baetica erygowanej w V wieku, a skasowanej ok. roku 711. 
Starożytne miasto Vergi odpowiad współczesnemu miastu Berja, w Andaluzji w Hiszpanii. Obecnie katolickie biskupstwo tytularne ustanowione w 1969 przez papieża Pawła VI. 

## Biskupi tytularni
| Lp. | Biskup                          | Funkcja                                              | Od                   | Do               |
| --- | ------------------------------- | ---------------------------------------------------- | -------------------- | ---------------- |
| 1   | Angelo Calabretta               | emerytowany biskup Noto (Niemcy)                     | 27 czerwca 1970      | 4 stycznia 1975  |
| 2   | Paul Marie Nguyên Minh Nhât     | biskup koadiutor Xuân Lộc (Wietnam)                  | 16 lipca 1975        | 22 lutego 1988   |
| 3   | Antonín Liška                   | biskup pomocniczy Pragi (Czechosłowacja)             | 19 maja 1988         | 28 sierpnia 1991 |
| 4   | Gehard Jakob                    | biskup pomocniczy Trewiru (Niemcy)                   | 8 listopada 1993     | 4 maja 1998      |
| 5   | Salvador Emilio Riverón Cortina | biskup pomocniczy Hawany (Kuba)                      | 24 kwietnia 1999     | 22 lutego 2004   |
| 6   | Ángel Rubio Castro              | biskup pomocniczy Toledo (Hiszpania)                 | 21 października 2004 | 3 listopada 2007 |
| 7   | Santiago Gómez Sierra           | biskup pomocniczy Sewilli (Hiszpania)                | 18 grudnia 2010      | 15 czerwca 2020  |
| 8   | Francisco José Prieto Fernández | biskup pomocniczy Santiago de Composteli (Hiszpania) | 28 stycznia 2021     | 1 kwietnia 2023  |
| 9   | José Antonio Álvarez Sánchez    | biskup pomocniczy Madrytu (Hiszpania)                | 23 kwietnia 2024     |                  |